# Toftagöl
Toftagöl är en sjö i Tingsryds kommun i Småland och ingår i Mörrumsåns huvudavrinningsområde. Toftagöl ligger i Toftåsa myrs naturreservat som delvis ingår i Västra Åsnens Natura 2000-område.